# 诺基亚C3-00
诺基亚 C3-00是一部诺基亚的C系列手机，使用Series 40第六版（最初版）平台上的Nokia OS系统。它拥有4行完全的QWERTY键盘以及无线局域网功能。这部手机定位于入门级的通信和社交手机。